# Hällingsåfallet
Hällingsåfallet je vodopád ve Švédsku, který je populární turistickou atrakcí. Nachází se v nadmořské výšce okolo 400 m na řece Hällingsån, která se pod vodopádem vlévá do jezera Hetögeln. Administrativně patří k obci Strömsund v kraji Jämtland. Vodopád je tvořen jediným stupněm a dosahuje výšky 43 m.
Pod vodopádem protéká řeka největším švédským kaňonem. Je dlouhý 800 metrů, široký od patnácti do šedesáti metrů a hluboký 50 metrů, nad vodou se stabilně vznáší mlha a vytváří se duha. V zimním období zde vznikají malebné ledové útvary. Roklina se strmými stěnami vznikla geologickým zlomem v břidlici na konci würmského glaciálu. Vodopád je obklopen smrkovou tajgou. Díky vysoké vlhkosti se zde vyskytují vzácné druhy jako je smrčenka žloutková, ohňovec ohraničený, mléčivec alpský, prstnatec plamatý a ježenka vápencová. K zástupcům místní fauny patří dřemlík tundrový, skorec vodní a konipas horský.
V červnu roku 1971 byl vodopád s okolím vyhlášen přírodní rezervací o rozloze 16 hektarů. Rezervace je součástí soustavy Natura 2000. Dva kilometry od vodopádu se nachází parkoviště, odkud vede značená turistická stezka, u níž bylo zřízeno odpočívadlo.